# 羅伯特·摩西尼亞加拉水電站
羅伯特·摩西尼亞加拉水電站（英語：Robert Moses Niagara Power Plant）是位于美國纽约州刘易斯顿的一座水力發電廠，建於1956年，名字來自羅伯·摩斯。該水電站靠近尼亚加拉瀑布，並且由纽约电力局運營。該水電站的水資源來自尼亚加拉河。該水電站共有13台发电机，装机容量为2,525 MW（3,386,000 hp） 。